# Annika Lundström
Annika Lundström (* 16. Januar 2000) ist eine finnische Tischtennisspielerin.                                                                                           
Sie wurde 2018 finnische Meisterin im Einzel sowie Mixed und gewann beim selben Wettbewerb auch Silber im Doppel. Bisher (2020) nahm sie an drei Europa- und drei Weltmeisterschaften teil.

## Turnierergebnisse
| Verband | Veranstaltung              | Jahr | Ort          | Land | Einzel     | Doppel    | Mixed      | Team |
| ------- | -------------------------- | ---- | ------------ | ---- | ---------- | --------- | ---------- | ---- |
| FIN     | Europameisterschaft        | 2019 | Nantes       | FRA  |            |           |            | 35   |
| FIN     | Europameisterschaft        | 2017 | Luxemburg    | LUX  |            |           |            | 32   |
| FIN     | Europameisterschaft        | 2016 | Budapest     | HUN  | Qual.      | letzte 32 | letzte 64  |      |
| FIN     | Olympische Jugendspiele    | 2018 | Buenos Aires | ARG  | Qual.      |           |            |      |
| FIN     | World Tour                 | 2017 | Helsinki     | FIN  | letzte 32  |           |            |      |
| FIN     | World Tour                 | 2017 | Luxemburg    | LUX  | letzte 128 |           |            |      |
| FIN     | World Tour                 | 2016 | Helsinki     | FIN  | letzte 32  |           |            |      |
| FIN     | Weltmeisterschaft          | 2019 | Budapest     | HUN  | Qual.      | letzte 64 | letzte 128 |      |
| FIN     | Weltmeisterschaft          | 2018 | Halmstad     | SWE  |            |           |            | 57   |
| FIN     | Weltmeisterschaft          | 2017 | Düsseldorf   | GER  | Qual.      | letzte 64 |            |      |
| FIN     | Jugend-Europameisterschaft | 2018 | Cluj-Napoca  | ROU  | letzte 32  | letzte 64 | letzte 128 | 26   |
| FIN     | Jugend-Europameisterschaft | 2017 | Guimaraes    | POR  | letzte 16  |           |            | 30   |
| FIN     | Jugend-Weltmeisterschaft   | 2018 | Bendigo      | AUS  | Qual.      |           | letzte 64  |      |